# (100133) Demosthenes
(100133) Demosthenes ist ein Asteroid des äußeren Hauptgürtels, der am 15. September 1993 von dem belgischen Astronomen Eric Walter Elst am La-Silla-Observatorium der Europäischen Südsternwarte in Chile (IAU-Code 809) entdeckt wurde.
Der Asteroid ist Mitglied der Schubart-Familie, einer wahrscheinlich vor 1,7 (± 0,7) Milliarden Jahren durch Kollision entstandenen Gruppe von Asteroiden, die sich in einer Bahnresonanz von 3:2 mit dem Planeten Jupiter um die Sonne bewegt. Namensgeber dieser Gruppe ist der Asteroid (1911) Schubart.
(100133) Demosthenes wurde am 12. Juli 2014 nach dem griechischen Redner Demosthenes (* 384 v. Chr.; † 322 v. Chr.) benannt.